# Efecto Madonna
El efecto Madonna (en inglés: «the Madonna effect») es una expresión utilizada por algunos académicos y medios de comunicación internacionales desde finales de la década del 2000 atribuida a investigadores de la Universidad de Liverpool quienes analizaron la adopción que realizó la cantante Madonna en 2006 en la república africana Malaui, cuyas circunstancias muy cuestionadas generaron una notable cobertura de la prensa mundial de la época. 
El uso del término es para describir al fenómeno de la adopción internacional que hacen las celebridades en países subdesarrollados, donde los expertos indican que más allá de parecer un gesto benevolente, atrae o puede acarrear diversos problemas que incluyen el tráfico de menores, orfanatos europeos a su capacidad debido a la alta demanda (en especial en la época cuando surgió el término), así como padres abandonado a sus hijos y jóvenes embarazadas (a veces obligadas) para dar en adopción a sus hijos con la esperanza de que algún millonario los adopte.
La palabra «efecto Madonna» también se ha utilizado de forma indistinta antes y después de este fenómeno para describir otras causas relacionadas con la cantante en ciertas áreas, aunque carecieron de un uso masivo. Por ejemplo, el profesor de negocios Oren Harari lo usó en su libro de 2006, Break From the Pack para describir así a la reinvención empresarial de la intérprete. Otros periodistas como Tomás Roncero y Diego Alfredo Manrique también usaron la expresión, en ejemplos no relacionados entre sí.

## Origen de la expresión
La palabra es escrita «Madonna effect» en inglés, «efecto Madonna» en español y en alemán, De Morgen lo escribió como «Madonna-effect». Es una frase acuñada por investigadores británicos en psicología de la Universidad de Liverpool, para describir al fenómeno de las adopciones internacionales hechas por celebridades en países en desarrollo y pobres, y llamados así por la adopción que hizo Madonna en Malui en 2006. Más tarde, la cantante realizó otras adopciones en el mismo país en 2009 y 2017.

## Generalidades

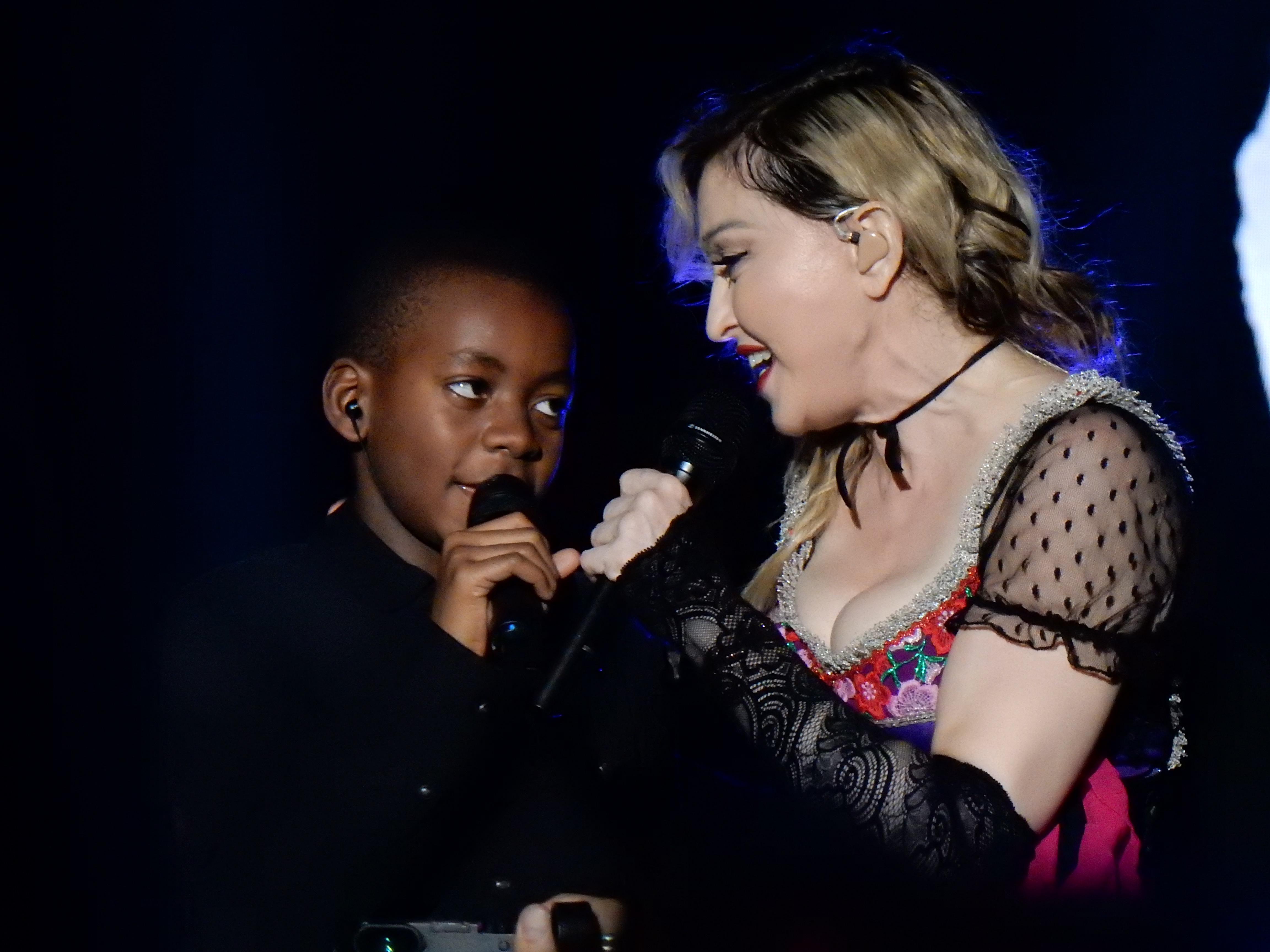
Madonna y su hijo adoptivo David Banda en el Rebel Heart Tour.

El Boston Herald quien dedicó una nota del «efecto Madonna» el 8 de abril de 2008, señaló que en las investigaciones de los británicos publicadas en el British Association for Adoption and Fostering (BAAF), encontraron que las adopciones internacionales crecieron a expensas de los huérfanos que vivían en instituciones al cuidado de este tipo en países de la Unión Europea, quienes estaban siendo «ignorados a un ritmo alarmante» debido a la tendencia de las adopciones internacionales.
Según señaló el mismo medio, las circunstancias en cómo se dio la adopción que hizo Madonna con el niño malauí, David Banda en 2006 cuando éste solo tenía 2 años de edad llamó la atención de varias organizaciones, ya que Banda no era huérfano y de acuerdo a la Convención sobre los Derechos del Niño de las Naciones Unidas la adopción internacional solo debe usarse como «último recurso después de agotar todos los medios dentro del país de origen» de los niños. Además, en Malui se le acusó a ella y al gobierno de ese país, de evadir la ley que prohíben a los no residentes de adoptar a niños del territorio.
El profesor en psicología infantil, Kevin Browne y principal autor de la investigación señaló que «celebridades como Madonna, que adoptan niños de países pobres, están haciendo más daño que bien» y que en efecto, los «gobiernos y los orfanatos obtuvieron ganancias financieras sustanciales» del proceso.
Browne también dijo: «Estrechamente relacionado con el 'efecto Madonna', descubrimos que los padres en los países pobres ahora están renunciando a sus hijos con la creencia de que tendrán una "mejor vida en el occidente con una familia más rica"». Steve Doughty de Daily Mail también dedicó una nota para hablar del efecto, donde notó que en el informe los investigadores pidieron controles para frenar la adopción internacional y «defender los derechos del niño».
Otros como la directora ejecutiva de EveryChild, Anna Feutchtwang en Daily Mail opinaron que como consecuencia de este efecto, se daba el riesgo del tráfico de menores por la relativa facilidad con que se podían eludir las leyes, al menos en ese país de Malui. En 2017, Katy Migiro de la Thomson Reuters Foundation News si bien no mencionó el término «efecto Madonna», si reforzó ese punto del que habló Anna, al decir que «los expertos están divididos sobre el impacto de la adopción de Madonna» con las gemelas de cuatro años de edad que adoptó ese mismo año, pues también podía «impulsar el tráfico de niños en África o igual proporcionar alivio a los orfanatos superpoblados del país». Maxwell Matewere de la organización Eye of the Child dijo: «Realmente estamos poniendo a nuestros niños en un gran peligro».
Los académicos Elaine Jeffreys y Paul Allatson en el libro Celebrity Philanthropy (2015) notaron que en la investigación de los británicos se atribuyó un incremento en la adopción internacional gracias al «efecto Madonna». Los autores catalogaron a la artista como un salvador blanco, del complejo de salvador. Aunque en 2010, las académicas Wendy Chavkin y JaneMaree Maher en The Globalization of Motherhood (2010) dudaron de tales afirmaciones, de que tal efecto «ha alentado las adopciones de moda del extranjero» ya que otros estudios de la época hablaron de una caída en los números globales.

## Otros usos no relacionados
La etiqueta de «efecto Madonna» ha sido usada indistintamente antes y después de este fenómeno de la adopción internacional por celebridades, aunque con uso muy limitado y sin relación uno con otro, además de no haber sido reconocidos por los medios masivos. El denominador común que tienen es el contexto positivo por el cual los autores usaron este término y los ejemplos incluyen:
En 2004, Tomás Roncero en el diario deportivo As lo usó para describir los cambios y trayectoria de Iván Helguera. En 2006, el profesor de negocios Oren Harari también usó la palabra para llamar así la reinvención de estilo y empresarial de la artista, y lo aplicó a muchos ejemplos externos, como a compañías que incluyeron a Toyota e IBM.
En 2007, Bernardita Serrano Bascuñán del sitio Economía y Negocios de EMOL, llamó «efecto Madonna» cuando MAC Cosmetics comenzó a ser una empresa conocida, luego de que la cantante usara uno de sus productos a principios de los años 1990. La gigante empresarial Estée Lauder compró por completo la compañía. En 2009, Jweekly usó la expresión luego de que los promotores israelíes tras el concierto de la cantante, esperaron que en la región se atrajese a más artistas de renombre.
En 2016, Marisa Nufrio del Instituto de Estudios Superiores Odontológicos, escribió en The Luxonomist de Divinity denominó «efecto Madonna» a la demanda para tener la diastema por famosos como Madonna y Brigitte Bardot. En 2017, Francisco Chacón de ABC usó el término para referirse a la popularidad que alcanzó el sector inmobiliario de Portugal entre las celebridades, luego de que Madonna decidiera vivir allí por un tiempo. En 2018, Diego Alfredo Manrique en El País lo usó para describir el poderío de Madonna en el siglo XX en la compañía Warner Music Group cuando los «ejecutivos cedían ante sus exigencias».